# Naturdenkmal Eiche und Rosskastanie (Alme)
Das Naturdenkmal Eiche und Rosskastanie steht südwestlich von Oberalme im Stadtgebiet von Brilon. Beide stehen südlich der Straße von Oberalme nach Wülfte auf einer Doppelhügelkuppe. Die Eiche steht am Rand einer Grünlandfläche, während die Rosskastanie mitten auf dieser steht. Die Einzelbäume sind weithin sichtbar.
Die beiden Bäume wurden 2008 mit dem Landschaftsplan Briloner Hochfläche durch den Hochsauerlandkreis als Naturdenkmal (ND) ausgewiesen. Das Naturdenkmal ist umgeben vom Landschaftsschutzgebiet Offenlandkomplex um Wülfte / Briloner Hochfläche.
Die Eiche hat eine bizarre Wurzelform und sieben Stämme. Unter der Eiche befindet sich ein Lesesteinhaufen. Die Eiche weist viel Totholz im Baum auf.